# Historique du parcours européen du PSV Eindhoven
Cet article présente les différentes campagnes européennes réalisées par le PSV Eindhoven depuis sa première participation à la Coupe des clubs champions en 1955.
Le club remporte deux titres européens au cours de son histoire : la Coupe UEFA en 1978 et la Coupe des clubs champions dix ans plus tard en 1988.

## Histoire

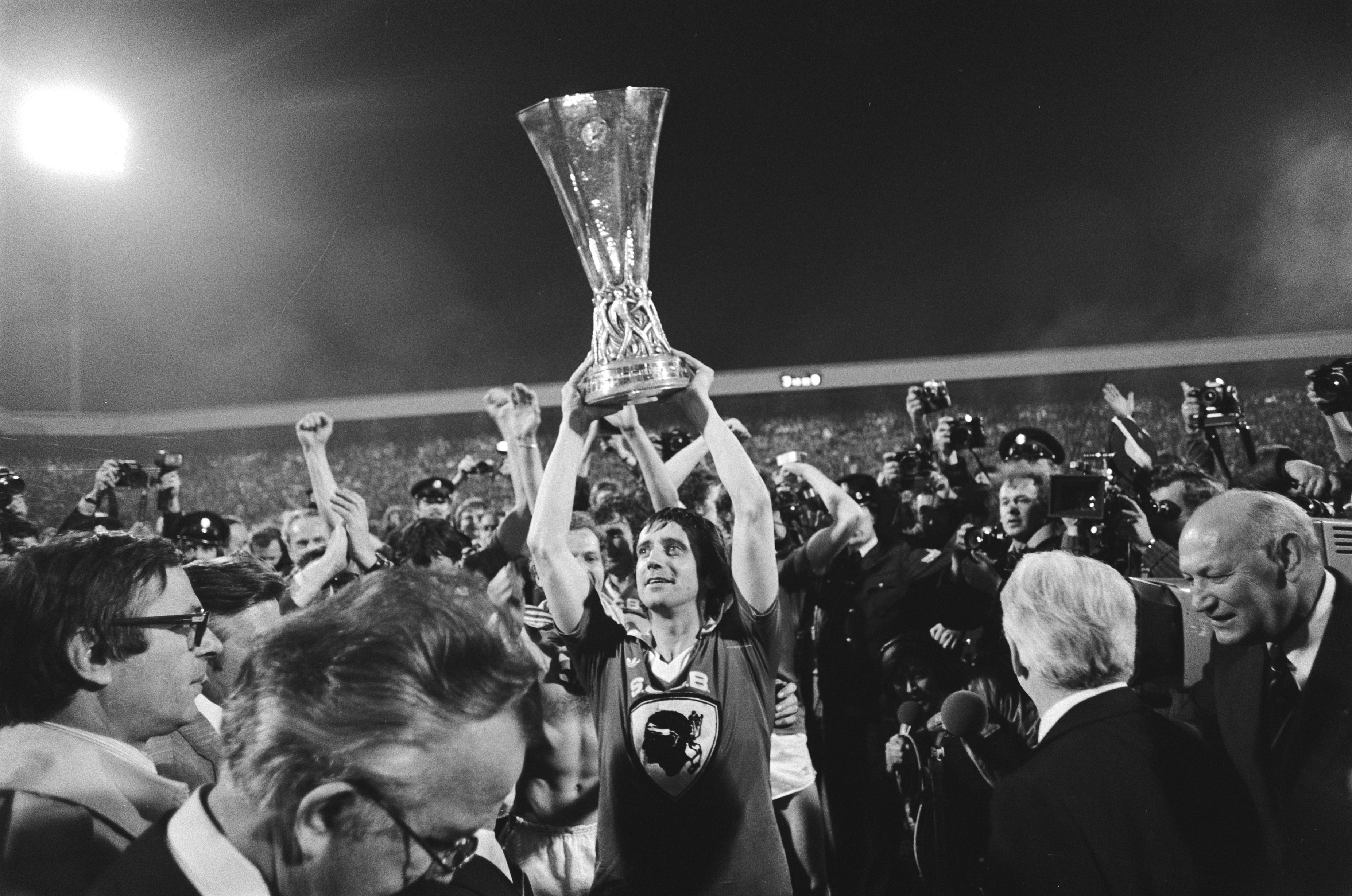
Willy van de Kerkhof avec le trophée de la Coupe UEFA à l'issue de la finale de 1978.

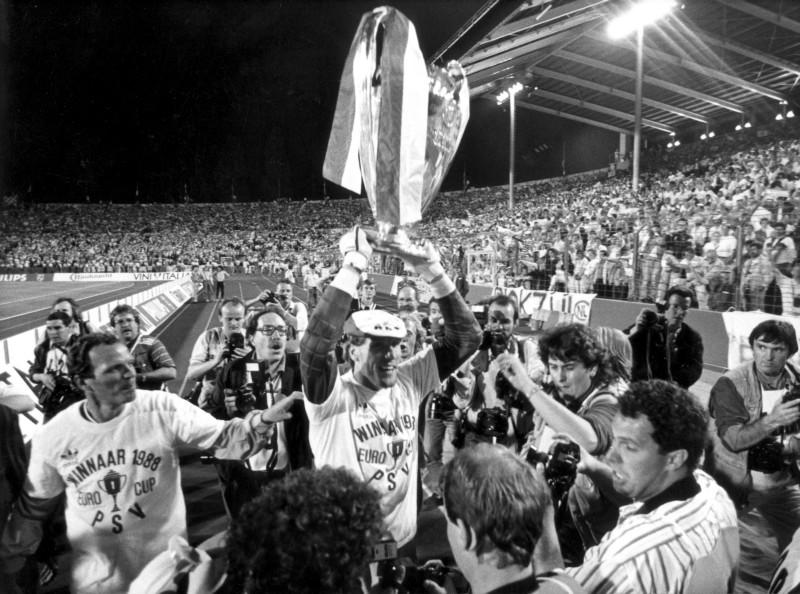
Willy van de Kerkhof (à gauche) et Hans van Breukelen (au centre) célébrant la victoire du PSV lors de la finale de la Coupe des clubs champions de 1988.

En 1955, le PSV Eindhoven devient le premier club néerlandais à participer à la Coupe des clubs champions, étant invité à la première édition de la compétition par le journal L'Équipe après le refus d'Holland Sport. Le parcours du club s'y avère cependant très bref, avec une élimination d'entrée face au Rapid Vienne après notamment une large défaite 6-1 en Autriche au match aller.
Le PSV doit ensuite attendre 1963 pour faire son retour en Europe, à nouveau dans la Coupe des clubs champions où il atteint cette fois le stade des quarts de finale avant de s'incliner face au FC Zurich. Le club participe ensuite par deux fois à la Coupe des coupes lors des saisons 1969-1970 et 1970-1971, atteignant les demi-finales durant ce dernier exercice avant d'être battu par le Real Madrid.
Les années 1970 voient le PSV devenir une figure récurrente des joutes européennes, l'équipe atteignant deux nouvelles demi-finales de Coupe des coupes puis de Coupe des clubs champions en 1975 et 1976 avant de finalement gagner son premier titre européen en 1978 en remportant la finale de la Coupe UEFA aux dépens du SEC Bastia à la faveur d'une victoire 3-0 à domicile au match retour suivant un résultat nul et vierge à Furiani lors de la première manche.
Les années qui suivent ce premier sacre, en particulier la première moitié des années 1980, sont plus compliquées pour le club qui est systématiquement éliminé dans les premières phases des compétitions auxquelles il prend part. La donne finit par changer lors de la saison 1987-1988 qui voit cette fois le PSV passer les échelons pour atteindre la finale de la Coupe des clubs champions, battant notamment pour ce faire les Girondins de Bordeaux en quarts de finale et le Real Madrid en demi-finales, profitant dans les deux cas de la règle des buts marqués à l'extérieur pour se qualifier. Lors de la finale face au Benfica Lisbonne, les Eindhovenois et les Lisboètes se neutralisent mutuellement et doivent se départager lors de la séance des tirs au but qui tourne à l'avantage des Néerlandais qui remportent ainsi leur second titre européen. Ce succès permet de plus au PSV de compléter le triplé (en) après avoir également remporté le championnat et la Coupe des Pays-Bas plus tôt dans la saison, devenant la troisième équipe à réaliser cette performance après le Celtic Glasgow en 1967 et l'Ajax Amsterdam en 1972. Le club prend par la suite part à la Coupe intercontinentale puis à la Supercoupe de l'UEFA, perdus successivement contre les Uruguayens du Club Nacional puis face à l'équipe belge du KV Malines.
En 1992, le PSV devient le premier club néerlandais à participer à la nouvelle Ligue des champions, issue de la réorganisation de la Coupe des clubs champions. Il atteint à cette occasion la phase de groupes, mais termine nettement dernier du groupe B avec un seul point en six matchs. Durant le reste des années 1990, le club atteint notamment les quarts de finale de la Coupe UEFA en 1996 et participe par trois autres fois aux poules de Ligue des champions, finissant notamment deuxième du groupe C en 1997, mais échouant à se qualifier en tant que meilleur deuxième.
De 1997 à 2009, le PSV parvient à se qualifier systématiquement pour la phase de groupes de la Ligue des champions, atteignant à trois reprises la phase finale de la compétition. La meilleure performance du club durant cette période intervient lors de la saison 2004-2005 durant laquelle il arrive au stade des demi-finales après avoir notamment éliminé l'AS Monaco et l'Olympique lyonnais lors des tours précédents. Confrontés à l'AC Milan dans le dernier carré, les Néerlandais sont d'abord battus 2-0 en Italie lors du match aller, mais parviennent à refaire leur retard lors de la seconde manche à domicile avant qu'un but à l'extérieur de Massimo Ambrosini dans les arrêts de jeu n'entérine la défaite du PSV, malgré l'inscription d'un troisième but quelques minutes après (3-1),. Deux ans après, le club atteint les quarts de finale avant d'être largement battu par Liverpool, futur finaliste (0-4).

## Résultats en compétitions européennes

### Légende du tableau
| Vainqueur de la compétition | Victoire ou qualification | Match nul | Défaite ou élimination |

### Résultats
Note : dans les résultats ci-dessous, le score du club est toujours donné en premier.
| Saison    | Compétition               | Tour                | Club                     | Domicile             | Extérieur            | Total                |
| --------- | ------------------------- | ------------------- | ------------------------ | -------------------- | -------------------- | -------------------- |
| 1955-1956 | Coupe des clubs champions | Huitièmes de finale | Rapid Vienne             | 1 - 0                | 1 - 6                | 2 - 6                |
| 1963-1964 | Coupe des clubs champions | Seizièmes de finale | Esbjerg fB               | 7 - 1                | 4 - 3                | 11 - 4               |
| 1963-1964 | Coupe des clubs champions | Huitièmes de finale | Spartak Plovdiv          | 0 - 0                | 1 - 0                | 1 - 0                |
| 1963-1964 | Coupe des clubs champions | Quarts de finale    | FC Zurich                | 1 - 0                | 1 - 3                | 2 - 3                |
| 1969-1970 | Coupe des coupes          | Seizièmes de finale | Rapid Vienne             | 4 - 2                | 2 - 1                | 6 - 3                |
| 1969-1970 | Coupe des coupes          | Huitièmes de finale | AS Rome                  | 1 - 0                | 0 - 1                | 1 - 1                |
| 1970-1971 | Coupe des coupes          | Seizièmes de finale | TJ Gottwaldov            | 1 - 0                | 1 - 2                | 2E - 2               |
| 1970-1971 | Coupe des coupes          | Huitièmes de finale | Steaua Bucarest          | 0 - 0                | 1 - 0                | 1 - 0                |
| 1970-1971 | Coupe des coupes          | Quarts de finale    | Vorwärts Berlin          | 2 - 0                | 0 - 1                | 2 - 1                |
| 1970-1971 | Coupe des coupes          | Demi-finales        | Real Madrid              | 1 - 0                | 1 - 3                | 2 - 3                |
| 1971-1972 | Coupe UEFA                | Premier tour        | Hallescher FC            | N/A                  | 0 - 0                | Forfait              |
| 1971-1972 | Coupe UEFA                | Seizièmes de finale | Real Madrid              | 2 - 0                | 1 - 3                | 3E - 3               |
| 1971-1972 | Coupe UEFA                | Huitièmes de finale | Lierse SK                | 1 - 0                | 0 - 4                | 1 - 4                |
| 1974-1975 | Coupe des coupes          | Seizièmes de finale | Ards FC                  | 10 - 0               | 4 - 1                | 14 - 3               |
| 1974-1975 | Coupe des coupes          | Huitièmes de finale | Gwardia Varsovie         | 3 - 0                | 5 - 1                | 8 - 1                |
| 1974-1975 | Coupe des coupes          | Quarts de finale    | Benfica Lisbonne         | 0 - 0                | 2 - 1                | 2 - 1                |
| 1974-1975 | Coupe des coupes          | Demi-finales        | Dynamo Kiev              | 2 - 1                | 0 - 3                | 2 - 4                |
| 1975-1976 | Coupe des clubs champions | Seizièmes de finale | Linfield FC              | 8 - 0                | 2 - 1                | 10 - 1               |
| 1975-1976 | Coupe des clubs champions | Huitièmes de finale | Ruch Chorzów             | 4 - 0                | 3 - 1                | 7 - 1                |
| 1975-1976 | Coupe des clubs champions | Quarts de finale    | Hajduk Split             | 3 - 0 ap             | 0 - 2                | 3 - 2                |
| 1975-1976 | Coupe des clubs champions | Demi-finales        | AS Saint-Étienne         | 0 - 0                | 0 - 1                | 0 - 1                |
| 1976-1977 | Coupe des clubs champions | Seizièmes de finale | Dundalk FC               | 6 - 0                | 1 - 1                | 7 - 1                |
| 1976-1977 | Coupe des clubs champions | Huitièmes de finale | AS Saint-Étienne         | 0 - 0                | 0 - 1                | 0 - 1                |
| 1977-1978 | Coupe UEFA                | Premier tour        | Glenavon FC              | 5 - 0                | 6 - 2                | 11 - 2               |
| 1977-1978 | Coupe UEFA                | Seizièmes de finale | Widzew Łódź              | 1 - 0                | 5 - 3                | 6 - 3                |
| 1977-1978 | Coupe UEFA                | Huitièmes de finale | Eintracht Brunswick      | 2 - 0                | 2 - 1                | 4 - 1                |
| 1977-1978 | Coupe UEFA                | Quarts de finale    | FC Magdebourg            | 4 - 2                | 0 - 1                | 4 - 3                |
| 1977-1978 | Coupe UEFA                | Demi-finales        | FC Barcelone             | 3 - 0                | 1 - 3                | 4 - 3                |
| 1977-1978 | Coupe UEFA                | Finale              | SEC Bastia               | 3 - 0                | 0 - 0                | 3 - 0                |
| 1978-1979 | Coupe des clubs champions | Seizièmes de finale | Fenerbahçe SK            | 6 - 1                | 1 - 2                | 7 - 3                |
| 1978-1979 | Coupe des clubs champions | Huitièmes de finale | Rangers FC               | 2 - 3                | 0 - 0                | 2 - 3                |
| 1979-1980 | Coupe UEFA                | Premier tour        | Sporting de Gijón        | 1 - 0                | 0 - 0                | 1 - 0                |
| 1979-1980 | Coupe UEFA                | Seizièmes de finale | AS Saint-Étienne         | 2 - 0                | 0 - 6                | 2 - 6                |
| 1980-1981 | Coupe UEFA                | Premier tour        | Wolverhampton Wanderers  | 3 - 1                | 0 - 1                | 3 - 2                |
| 1980-1981 | Coupe UEFA                | Seizièmes de finale | Hambourg SV              | 1 - 1                | 1 - 2                | 2 - 3                |
| 1981-1982 | Coupe UEFA                | Premier tour        | Næstved BK               | 7 - 0                | 1 - 2                | 8 - 2                |
| 1981-1982 | Coupe UEFA                | Seizièmes de finale | Rapid Vienne             | 2 - 1                | 0 - 1                | 2 - 2E               |
| 1982-1983 | Coupe UEFA                | Premier tour        | Dundee United            | 0 - 2                | 1 - 1                | 1 - 3                |
| 1983-1984 | Coupe UEFA                | Premier tour        | Ferencváros              | 4 - 2                | 2 - 0                | 6 - 2                |
| 1983-1984 | Coupe UEFA                | Seizièmes de finale | Nottingham Forest        | 1 - 2                | 0 - 1                | 1 - 3                |
| 1984-1985 | Coupe UEFA                | Premier tour        | Vorwärts Francfort       | 3 - 0                | 0 - 2                | 3 - 2                |
| 1984-1985 | Coupe UEFA                | Seizièmes de finale | Manchester United        | 0 - 0                | 0 - 1 ap             | 0 - 1                |
| 1985-1986 | Coupe UEFA                | Premier tour        | Avenir Beggen            | 4 - 0                | 2 - 0                | 6 - 0                |
| 1985-1986 | Coupe UEFA                | Seizièmes de finale | Dniepr Dniepropetrovsk   | 2 - 2                | 0 - 1                | 2 - 3                |
| 1986-1987 | Coupe des clubs champions | Seizièmes de finale | Bayern Munich            | 0 - 2                | 0 - 0                | 0 - 2                |
| 1987-1988 | Coupe des clubs champions | Seizièmes de finale | Galatasaray SK           | 3 - 0                | 2 - 0                | 5 - 0                |
| 1987-1988 | Coupe des clubs champions | Huitièmes de finale | Rapid Vienne             | 2 - 0                | 2 - 1                | 4 - 1                |
| 1987-1988 | Coupe des clubs champions | Quarts de finale    | Girondins de Bordeaux    | 0 - 0                | 1 - 1                | 1E - 1               |
| 1987-1988 | Coupe des clubs champions | Demi-finales        | Real Madrid              | 0 - 0                | 1 - 1                | 1E - 1               |
| 1987-1988 | Coupe des clubs champions | Finale              | Benfica Lisbonne         | 0 - 0 ap (6 - 5 tab) | 0 - 0 ap (6 - 5 tab) | 0 - 0 ap (6 - 5 tab) |
| 1988      | Coupe intercontinentale   | Finale              | Nacional                 | 2 - 2 ap (6 - 7 tab) | 2 - 2 ap (6 - 7 tab) | 2 - 2 ap (6 - 7 tab) |
| 1988      | Supercoupe de l'UEFA      | Finale              | KV Malines               | 1 - 0                | 0 - 3                | 1 - 3                |
| 1988-1989 | Coupe des clubs champions | Huitièmes de finale | FC Porto                 | 5 - 0                | 0 - 2                | 5 - 2                |
| 1988-1989 | Coupe des clubs champions | Quarts de finale    | Real Madrid              | 1 - 1                | 1 - 2 ap             | 2 - 3                |
| 1989-1990 | Coupe des clubs champions | Seizièmes de finale | FC Lucerne               | 3 - 0                | 2 - 0                | 5 - 0                |
| 1989-1990 | Coupe des clubs champions | Huitièmes de finale | Steaua Bucarest          | 5 - 1                | 0 - 1                | 5 - 2                |
| 1989-1990 | Coupe des clubs champions | Quarts de finale    | Bayern Munich            | 0 - 1                | 1 - 2                | 1 - 3                |
| 1990-1991 | Coupe des coupes          | Seizièmes de finale | Montpellier HSC          | 0 - 0                | 0 - 1                | 0 - 1                |
| 1991-1992 | Coupe des clubs champions | Seizièmes de finale | Beşiktaş JK              | 2 - 1                | 1 - 1                | 3 - 2                |
| 1991-1992 | Coupe des clubs champions | Huitièmes de finale | RSC Anderlecht           | 0 - 0                | 0 - 2                | 0 - 2                |
| 1992-1993 | Ligue des champions       | Seizièmes de finale | Žalgiris Vilnius         | 6 - 0                | 2 - 0                | 8 - 0                |
| 1992-1993 | Ligue des champions       | Huitièmes de finale | AEK Athènes              | 3 - 0                | 0 - 1                | 3 - 1                |
| 1992-1993 | Ligue des champions       | Groupe B            | AC Milan                 | 1 - 2                | 0 - 2                | Quatrième            |
| 1992-1993 | Ligue des champions       | Groupe B            | IFK Göteborg             | 1 - 3                | 0 - 3                | Quatrième            |
| 1992-1993 | Ligue des champions       | Groupe B            | FC Porto                 | 0 - 1                | 2 - 2                | Quatrième            |
| 1993-1994 | Coupe UEFA                | Premier tour        | Karlsruher SC            | 0 - 0                | 1 - 2                | 1 - 2                |
| 1994-1995 | Coupe UEFA                | Premier tour        | Bayer Leverkusen         | 0 - 0                | 4 - 5                | 4 - 5                |
| 1995-1996 | Coupe UEFA                | Premier tour        | MyPa                     | 7 - 1                | 1 - 1                | 8 - 2                |
| 1995-1996 | Coupe UEFA                | Seizièmes de finale | Leeds United             | 3 - 0                | 5 - 3                | 8 - 3                |
| 1995-1996 | Coupe UEFA                | Huitièmes de finale | Werder Brême             | 2 - 1                | 0 - 0                | 2 - 1                |
| 1995-1996 | Coupe UEFA                | Quarts de finale    | FC Barcelone             | 2 - 3                | 2 - 2                | 4 - 5                |
| 1996-1997 | Coupe des coupes          | Seizièmes de finale | Dinamo Batoumi           | 3 - 0                | 1 - 1                | 4 - 1                |
| 1996-1997 | Coupe des coupes          | Huitièmes de finale | SK Brann                 | 2 - 2                | 1 - 2                | 3 - 4                |
| 1997-1998 | Ligue des champions       | Groupe C            | Dynamo Kiev              | 1 - 3                | 1 - 1                | Deuxième             |
| 1997-1998 | Ligue des champions       | Groupe C            | Newcastle United         | 1 - 0                | 2 - 0                | Deuxième             |
| 1997-1998 | Ligue des champions       | Groupe C            | FC Barcelone             | 2 - 2                | 2 - 2                | Deuxième             |
| 1998-1999 | Ligue des champions       | Troisième tour Q    | Branik Maribor           | 1 - 0                | 1 - 1                | 2 - 1                |
| 1998-1999 | Ligue des champions       | Groupe F            | FC Kaiserslautern        | 1 - 2                | 0 - 3                | Troisième            |
| 1998-1999 | Ligue des champions       | Groupe F            | Benfica Lisbonne         | 2 - 2                | 1 - 2                | Troisième            |
| 1998-1999 | Ligue des champions       | Groupe F            | HJK Helsinki             | 2 - 1                | 3 - 1                | Troisième            |
| 1999-2000 | Ligue des champions       | Troisième tour Q    | Zimbru Chișinău          | 2 - 0                | 0 - 0                | 2 - 0                |
| 1999-2000 | Ligue des champions       | Groupe F            | Valence CF               | 1 - 1                | 0 - 1                | Quatrième            |
| 1999-2000 | Ligue des champions       | Groupe F            | Bayern Munich            | 2 - 1                | 1 - 2                | Quatrième            |
| 1999-2000 | Ligue des champions       | Groupe F            | Rangers FC               | 0 - 1                | 1 - 4                | Quatrième            |
| 2000-2001 | Ligue des champions       | Groupe G            | RSC Anderlecht           | 2 - 3                | 0 - 1                | Troisième            |
| 2000-2001 | Ligue des champions       | Groupe G            | Manchester United        | 3 - 1                | 1 - 3                | Troisième            |
| 2000-2001 | Ligue des champions       | Groupe G            | Dynamo Kiev              | 2 - 1                | 1 - 0                | Troisième            |
| 2000-2001 | Coupe UEFA                | Seizièmes de finale | PAOK Salonique           | 3 - 0                | 1 - 0                | 4 - 0                |
| 2000-2001 | Coupe UEFA                | Huitièmes de finale | Parme FC                 | 2 - 1                | 2 - 3                | 4E - 4               |
| 2000-2001 | Coupe UEFA                | Quarts de finale    | FC Kaiserslautern        | 0 - 1                | 0 - 1                | 0 - 2                |
| 2001-2002 | Ligue des champions       | Groupe D            | FC Nantes                | 0 - 0                | 1 - 4                | Troisième            |
| 2001-2002 | Ligue des champions       | Groupe D            | Galatasaray SK           | 3 - 1                | 0 - 2                | Troisième            |
| 2001-2002 | Ligue des champions       | Groupe D            | Lazio Rome               | 1 - 0                | 1 - 2                | Troisième            |
| 2001-2002 | Coupe UEFA                | Seizièmes de finale | PAOK Salonique           | 4 - 1                | 2 - 3                | 6 - 4                |
| 2001-2002 | Coupe UEFA                | Huitièmes de finale | Leeds United             | 1 - 0                | 0 - 0                | 1 - 0                |
| 2001-2002 | Coupe UEFA                | Quarts de finale    | Feyenoord Rotterdam      | 1 - 1                | 1 - 1 ap             | 2 - 2 (4 - 5 tab)    |
| 2002-2003 | Ligue des champions       | Groupe A            | Arsenal FC               | 0 - 4                | 0 - 0                | Quatrième            |
| 2002-2003 | Ligue des champions       | Groupe A            | Borussia Dortmund        | 1 - 3                | 1 - 1                | Quatrième            |
| 2002-2003 | Ligue des champions       | Groupe A            | AJ Auxerre               | 3 - 0                | 0 - 0                | Quatrième            |
| 2003-2004 | Ligue des champions       | Groupe C            | AS Monaco                | 1 - 2                | 1 - 1                | Troisième            |
| 2003-2004 | Ligue des champions       | Groupe C            | Deportivo La Corogne     | 3 - 2                | 0 - 2                | Troisième            |
| 2003-2004 | Ligue des champions       | Groupe C            | AEK Athènes              | 2 - 0                | 1 - 0                | Troisième            |
| 2003-2004 | Coupe UEFA                | Seizièmes de finale | AC Pérouse               | 3 - 1                | 0 - 0                | 3 - 1                |
| 2003-2004 | Coupe UEFA                | Huitièmes de finale | AJ Auxerre               | 3 - 0                | 1 - 1                | 4 - 1                |
| 2003-2004 | Coupe UEFA                | Quarts de finale    | Newcastle United         | 1 - 1                | 1 - 2                | 2 - 3                |
| 2004-2005 | Ligue des champions       | Troisième tour Q    | Étoile rouge de Belgrade | 5 - 0                | 2 - 3                | 7 - 3                |
| 2004-2005 | Ligue des champions       | Groupe E            | Arsenal FC               | 1 - 1                | 0 - 1                | Deuxième             |
| 2004-2005 | Ligue des champions       | Groupe E            | Panathinaïkos            | 1 - 0                | 1 - 4                | Deuxième             |
| 2004-2005 | Ligue des champions       | Groupe E            | Rosenborg BK             | 1 - 0                | 2 - 1                | Deuxième             |
| 2004-2005 | Ligue des champions       | Huitièmes de finale | AS Monaco                | 1 - 0                | 2 - 0                | 3 - 0                |
| 2004-2005 | Ligue des champions       | Quarts de finale    | Olympique lyonnais       | 1 - 1 ap             | 1 - 1                | 2 - 2 (4 - 2 tab)    |
| 2004-2005 | Ligue des champions       | Demi-finales        | AC Milan                 | 3 - 1                | 0 - 2                | 3 - 3E               |
| 2005-2006 | Ligue des champions       | Groupe E            | AC Milan                 | 0 - 0                | 1 - 0                | Deuxième             |
| 2005-2006 | Ligue des champions       | Groupe E            | Schalke 04               | 1 - 0                | 0 - 3                | Deuxième             |
| 2005-2006 | Ligue des champions       | Groupe E            | Fenerbahçe SK            | 2 - 0                | 0 - 3                | Deuxième             |
| 2005-2006 | Ligue des champions       | Huitièmes de finale | Olympique lyonnais       | 0 - 1                | 0 - 4                | 0 - 5                |
| 2006-2007 | Ligue des champions       | Groupe C            | Liverpool FC             | 0 - 0                | 0 - 2                | Deuxième             |
| 2006-2007 | Ligue des champions       | Groupe C            | Girondins de Bordeaux    | 1 - 3                | 1 - 0                | Deuxième             |
| 2006-2007 | Ligue des champions       | Groupe C            | Galatasaray SK           | 2 - 0                | 2 - 1                | Deuxième             |
| 2006-2007 | Ligue des champions       | Huitièmes de finale | Arsenal FC               | 1 - 0                | 1 - 1                | 2 - 1                |
| 2006-2007 | Ligue des champions       | Quarts de finale    | Liverpool FC             | 0 - 3                | 0 - 1                | 0 - 4                |
| 2007-2008 | Ligue des champions       | Groupe G            | Inter Milan              | 0 - 1                | 0 - 2                | Troisième            |
| 2007-2008 | Ligue des champions       | Groupe G            | Fenerbahçe SK            | 0 - 0                | 0 - 2                | Troisième            |
| 2007-2008 | Ligue des champions       | Groupe G            | CSKA Moscou              | 2 - 1                | 1 - 0                | Troisième            |
| 2007-2008 | Coupe UEFA                | Seizièmes de finale | Helsingborgs IF          | 2 - 0                | 2 - 1                | 4 - 1                |
| 2007-2008 | Coupe UEFA                | Huitièmes de finale | Tottenham Hotspur        | 0 - 1                | 1 - 0 ap             | 1 - 1 (6 - 5 tab)    |
| 2007-2008 | Coupe UEFA                | Quarts de finale    | AC Fiorentina            | 0 - 2                | 1 - 1                | 1 - 3                |
| 2008-2009 | Ligue des champions       | Groupe D            | Liverpool FC             | 1 - 3                | 1 - 3                | Quatrième            |
| 2008-2009 | Ligue des champions       | Groupe D            | Atlético de Madrid       | 0 - 3                | 1 - 2                | Quatrième            |
| 2008-2009 | Ligue des champions       | Groupe D            | Olympique de Marseille   | 2 - 0                | 0 - 3                | Quatrième            |
| 2009-2010 | Ligue Europa              | Troisième tour Q    | Tcherno More Varna       | 1 - 0                | 1 - 0                | 2 - 0                |
| 2009-2010 | Ligue Europa              | Barrages Q          | Bnei Yehoudah Tel-Aviv   | 1 - 0                | 1 - 0                | 2 - 0                |
| 2009-2010 | Ligue Europa              | Groupe K            | FC Copenhague            | 1 - 0                | 1 - 1                | Premier              |
| 2009-2010 | Ligue Europa              | Groupe K            | Sparta Prague            | 1 - 0                | 2 - 2                | Premier              |
| 2009-2010 | Ligue Europa              | Groupe K            | CFR Cluj                 | 1 - 0                | 2 - 0                | Premier              |
| 2009-2010 | Ligue Europa              | Seizièmes de finale | Hambourg SV              | 3 - 2                | 0 - 1                | 3 - 3E               |
| 2010-2011 | Ligue Europa              | Barrages Q          | Sibir Novossibirsk       | 5 - 0                | 0 - 1                | 5 - 1                |
| 2010-2011 | Ligue Europa              | Groupe I            | Metalist Kharkiv         | 0 - 0                | 2 - 0                | Premier              |
| 2010-2011 | Ligue Europa              | Groupe I            | UC Sampdoria             | 1 - 1                | 2 - 1                | Premier              |
| 2010-2011 | Ligue Europa              | Groupe I            | Debrecen VSC             | 3 - 0                | 2 - 1                | Premier              |
| 2010-2011 | Ligue Europa              | Seizièmes de finale | LOSC Lille               | 3 - 1                | 2 - 2                | 5 - 3                |
| 2010-2011 | Ligue Europa              | Huitièmes de finale | Rangers FC               | 0 - 0                | 1 - 0                | 1 - 0                |
| 2010-2011 | Ligue Europa              | Quarts de finale    | Benfica Lisbonne         | 2 - 2                | 1 - 4                | 3 - 6                |
| 2011-2012 | Ligue Europa              | Barrages Q          | SV Ried                  | 5 - 0                | 0 - 0                | 5 - 0                |
| 2011-2012 | Ligue Europa              | Groupe C            | Legia Varsovie           | 1 - 0                | 3 - 0                | Premier              |
| 2011-2012 | Ligue Europa              | Groupe C            | Hapoël Tel-Aviv          | 3 - 3                | 1 - 0                | Premier              |
| 2011-2012 | Ligue Europa              | Groupe C            | Rapid Bucarest           | 2 - 1                | 3 - 1                | Premier              |
| 2011-2012 | Ligue Europa              | Seizièmes de finale | Trabzonspor              | 3 - 1                | 2 - 2                | 5 - 3                |
| 2011-2012 | Ligue Europa              | Huitièmes de finale | Valence CF               | 1 - 1                | 2 - 4                | 3 - 5                |
| 2012-2013 | Ligue Europa              | Barrages Q          | Zeta Golubovci           | 9 - 0                | 5 - 0                | 14 - 0               |
| 2012-2013 | Ligue Europa              | Groupe F            | Dnipro Dniepropetrovsk   | 1 - 2                | 0 - 2                | Troisième            |
| 2012-2013 | Ligue Europa              | Groupe F            | SSC Naples               | 3 - 0                | 3 - 1                | Troisième            |
| 2012-2013 | Ligue Europa              | Groupe F            | AIK Solna                | 1 - 1                | 0 - 1                | Troisième            |
| 2013-2014 | Ligue des champions       | Troisième tour Q    | Zulte Waregem            | 2 - 0                | 3 - 0                | 5 - 0                |
| 2013-2014 | Ligue des champions       | Barrages Q          | AC Milan                 | 1 - 1                | 0 - 3                | 1 - 4                |
| 2013-2014 | Ligue Europa              | Groupe B            | Dinamo Zagreb            | 2 - 0                | 0 - 0                | Troisième            |
| 2013-2014 | Ligue Europa              | Groupe B            | Tchornomorets Odessa     | 0 - 1                | 2 - 0                | Troisième            |
| 2013-2014 | Ligue Europa              | Groupe B            | Ludogorets Razgrad       | 0 - 2                | 0 - 2                | Troisième            |
| 2014-2015 | Ligue Europa              | Troisième tour Q    | SKN Sankt Pölten         | 1 - 0                | 3 - 2                | 4 - 2                |
| 2014-2015 | Ligue Europa              | Barrages Q          | Chakhtior Salihorsk      | 1 - 0                | 2 - 0                | 3 - 0                |
| 2014-2015 | Ligue Europa              | Groupe E            | Panathinaïkos            | 1 - 1                | 3 - 2                | Deuxième             |
| 2014-2015 | Ligue Europa              | Groupe E            | Dynamo Moscou            | 0 - 1                | 0 - 1                | Deuxième             |
| 2014-2015 | Ligue Europa              | Groupe E            | GD Estoril-Praia         | 1 - 0                | 3 - 3                | Deuxième             |
| 2014-2015 | Ligue Europa              | Seizièmes de finale | Zénith Saint-Pétersbourg | 0 - 1                | 0 - 3                | 0 - 4                |
| 2015-2016 | Ligue des champions       | Groupe B            | VfL Wolfsburg            | 2 - 0                | 0 - 2                | Deuxième             |
| 2015-2016 | Ligue des champions       | Groupe B            | Manchester United        | 2 - 1                | 0 - 0                | Deuxième             |
| 2015-2016 | Ligue des champions       | Groupe B            | CSKA Moscou              | 2 - 1                | 2 - 3                | Deuxième             |
| 2015-2016 | Ligue des champions       | Huitièmes de finale | Atlético de Madrid       | 0 - 0                | 0 - 0 ap             | 0 - 0 (7 - 8 tab)    |
| 2016-2017 | Ligue des champions       | Groupe D            | Bayern Munich            | 1 - 2                | 1 - 4                | Quatrième            |
| 2016-2017 | Ligue des champions       | Groupe D            | Atlético de Madrid       | 0 - 1                | 0 - 2                | Quatrième            |
| 2016-2017 | Ligue des champions       | Groupe D            | FK Rostov                | 0 - 0                | 2 - 2                | Quatrième            |
| 2017-2018 | Ligue Europa              | Troisième tour Q    | NK Osijek                | 0 - 1                | 0 - 1                | 0 - 2                |
| 2018-2019 | Ligue des champions       | Barrages Q          | BATE Borisov             | 3 - 0                | 3 - 2                | 6 - 2                |
| 2018-2019 | Ligue des champions       | Groupe B            | Tottenham Hotspur        | 2 - 2                | 1 - 2                | Quatrième            |
| 2018-2019 | Ligue des champions       | Groupe B            | FC Barcelone             | 1 - 2                | 0 - 4                | Quatrième            |
| 2018-2019 | Ligue des champions       | Groupe B            | Inter Milan              | 1 - 2                | 1 - 1                | Quatrième            |
| 2019-2020 | Ligue des champions       | Deuxième tour Q     | FC Bâle                  | 3 - 2                | 1 - 2                | 4 - 4E               |
| 2019-2020 | Ligue Europa              | Troisième tour Q    | FK Haugesund             | 0 - 0                | 1 - 0                | 1 - 0                |
| 2019-2020 | Ligue Europa              | Barrages Q          | Apollon Limassol         | 3 - 0                | 4 - 0                | 7 - 0                |
| 2019-2020 | Ligue Europa              | Groupe D            | Sporting Portugal        | 3 - 2                | 0 - 4                | Troisième            |
| 2019-2020 | Ligue Europa              | Groupe D            | Rosenborg BK             | 1 - 1                | 4 - 1                | Troisième            |
| 2019-2020 | Ligue Europa              | Groupe D            | LASK                     | 0 - 0                | 1 - 4                | Troisième            |
| 2020-2021 | Ligue Europa              | Troisième tour Q    | NŠ Mura                  | N/A                  | 5 - 1                | 5 - 1                |
| 2020-2021 | Ligue Europa              | Barrages Q          | Rosenborg BK             | N/A                  | 2 - 0                | 2 - 0                |
| 2020-2021 | Ligue Europa              | Groupe E            | PAOK Salonique           | 3 - 2                | 1 - 4                | Premier              |
| 2020-2021 | Ligue Europa              | Groupe E            | Grenade CF               | 1 - 2                | 1 - 0                | Premier              |
| 2020-2021 | Ligue Europa              | Groupe E            | Omónia Nicosie           | 4 - 0                | 2 - 1                | Premier              |
| 2020-2021 | Ligue Europa              | Seizièmes de finale | Olympiakós               | 2 - 1                | 2 - 4                | 4 - 5                |
| 2021-2022 | Ligue des champions       | Deuxième tour Q     | Galatasaray SK           | 5 - 1                | 2 - 1                | 7 - 2                |
| 2021-2022 | Ligue des champions       | Troisième tour Q    | FC Midtjylland           | 3 - 0                | 1 - 0                | 4 - 0                |
| 2021-2022 | Ligue des champions       | Barrages Q          | Benfica Lisbonne         | 0 - 0                | 1 - 2                | 1 - 2                |
| 2021-2022 | Ligue Europa              | Groupe B            | AS Monaco                | 1 - 2                | 0 - 0                | Troisième            |
| 2021-2022 | Ligue Europa              | Groupe B            | Real Sociedad            | 2 - 2                | 0 - 3                | Troisième            |
| 2021-2022 | Ligue Europa              | Groupe B            | Sturm Graz               | 2 - 0                | 4 - 1                | Troisième            |
| 2021-2022 | Ligue Europa Conférence   | Barrages            | Maccabi Tel-Aviv         | 1 - 0                | 1 - 1                | 2 - 1                |
| 2021-2022 | Ligue Europa Conférence   | Huitièmes de finale | FC Copenhague            | 4 - 4                | 4 - 0                | 8 - 4                |
| 2021-2022 | Ligue Europa Conférence   | Quarts de finale    | Leicester City           | 1 - 2                | 0 - 0                | 1 - 2                |
| 2022-2023 | Ligue des champions       | Troisième tour Q    | AS Monaco                | 3 - 2 ap             | 1 - 1                | 4 - 3                |
| 2022-2023 | Ligue des champions       | Barrages Q          | Rangers FC               | 0 - 1                | 2 - 2                | 2 - 3                |
| 2022-2023 | Ligue Europa              | Groupe A            | Arsenal FC               | 2 - 0                | 0 - 1                | Deuxième             |
| 2022-2023 | Ligue Europa              | Groupe A            | FK Bodø/Glimt            | 1 - 1                | 2 - 1                | Deuxième             |
| 2022-2023 | Ligue Europa              | Groupe A            | FC Zurich                | 5 - 0                | 5 - 1                | Deuxième             |
| 2022-2023 | Ligue Europa              | Barrages            | Séville FC               | 2 - 0                | 0 - 3                | 2 - 3                |
| 2023-2024 | Ligue des champions       | Troisième tour Q    | Sturm Graz               | 4 - 1                | 3 - 1                | 7 - 2                |
| 2023-2024 | Ligue des champions       | Barrages Q          | Rangers FC               | 5 - 1                | 2 - 2                | 7 - 3                |
| 2023-2024 | Ligue des champions       | Groupe B            | Séville FC               | 2 - 2                | 3 - 2                | Deuxième             |
| 2023-2024 | Ligue des champions       | Groupe B            | Arsenal FC               | 1 - 1                | 0 - 4                | Deuxième             |
| 2023-2024 | Ligue des champions       | Groupe B            | RC Lens                  | 1 - 0                | 1 - 1                | Deuxième             |
| 2023-2024 | Ligue des champions       | Huitièmes de finale | Borussia Dortmund        | 1 - 1                | 0 - 2                | 1 - 3                |
| 2024-2025 | Ligue des champions       | Phase de ligue      | Juventus FC              | N/A                  | 1 - 3                | 14e                  |
| 2024-2025 | Ligue des champions       | Phase de ligue      | Sporting CP              | 1 - 1                | N/A                  | 14e                  |
| 2024-2025 | Ligue des champions       | Phase de ligue      | Paris Saint-Germain      | N/A                  | 1 - 1                | 14e                  |
| 2024-2025 | Ligue des champions       | Phase de ligue      | Girona FC                | 4 - 0                | N/A                  | 14e                  |
| 2024-2025 | Ligue des champions       | Phase de ligue      | Chakhtar Donetsk         | 3 - 2                | N/A                  | 14e                  |
| 2024-2025 | Ligue des champions       | Phase de ligue      | Stade brestois           | N/A                  | 0 - 1                | 14e                  |
| 2024-2025 | Ligue des champions       | Phase de ligue      | Étoile rouge de Belgrade | N/A                  | 3 - 2                | 14e                  |
| 2024-2025 | Ligue des champions       | Phase de ligue      | Liverpool FC             | 3 - 2                | N/A                  | 14e                  |
| 2024-2025 | Ligue des champions       | Barrages            | Juventus FC              | 3 - 1 ap             | 1 - 2                | 4 - 3                |
| 2024-2025 | Ligue des champions       | Huitièmes de finale | Arsenal FC               | 1 - 7                | 2 - 2                | 3 - 9                |
| 2025-2026 | Ligue des champions       | Phase de ligue      |                          | -                    | -                    | -                    |
| 2025-2026 | Ligue des champions       | Phase de ligue      |                          | -                    | -                    | -                    |
| 2025-2026 | Ligue des champions       | Phase de ligue      |                          | -                    | -                    | -                    |
| 2025-2026 | Ligue des champions       | Phase de ligue      |                          | -                    | -                    | -                    |
| 2025-2026 | Ligue des champions       | Phase de ligue      |                          | -                    | -                    | -                    |
| 2025-2026 | Ligue des champions       | Phase de ligue      |                          | -                    | -                    | -                    |
| 2025-2026 | Ligue des champions       | Phase de ligue      |                          | -                    | -                    | -                    |
| 2025-2026 | Ligue des champions       | Phase de ligue      |                          | -                    | -                    | -                    |

1. ↑  Vainqueur désigné par tirage au sort.
2. ↑  Le Hallescher FC déclare forfait à la veille du match retour à Eindhoven après l'incendie de leur hôtel qui tue douze personnes, dont un joueur du club[10].

## Bilan
| Compétition              | Titres | P  | M   | V   | N  | D   | BP  | BC  | Diff. |
| ------------------------ | ------ | -- | --- | --- | -- | --- | --- | --- | ----- |
| Ligue des champions (C1) | 1      | 32 | 211 | 78  | 51 | 81  | 292 | 277 | +15   |
| Coupe des coupes (C2)    | -      | 5  | 26  | 14  | 5  | 7   | 52  | 22  | +30   |
| Ligue Europa (C3)        | 1      | 27 | 179 | 90  | 39 | 50  | 305 | 189 | +116  |
| Ligue Conférence (C4)    | -      | 1  | 6   | 2   | 3  | 1   | 11  | 7   | +4    |
| Supercoupe de l'UEFA     | -      | 1  | 2   | 1   | 0  | 1   | 1   | 3   | -2    |
| Coupe intercontinentale  | -      | 1  | 1   | 0   | 1  | 0   | 2   | 2   | 0     |
| Total                    | 2      | 67 | 425 | 185 | 99 | 140 | 664 | 501 | +163  |